# رنگینک‌های سررگه‌ای
رنگینک‌های سررگه‌ای (نام علمی: Mayrimunia) یک سرده از پرندگان دانه‌خوار کوچک از خانواده سهرگان ریز است که بومی گینه نو هستند.
دو گونه‌ای که اکنون در این سرده قرار می‌گیرند در گذشته در سردهٔ سهره‌های ریز قرار می‌گرفتند. آنها بر اساس یک مطالعه تبارزایی مولکولی منتشرشده در سال ۲۰۲۰ به این سرده بازسازی‌شده منتقل شدند

## گونه‌ها
این سرده دارای دو گونه است.
- رنگینک سررگه‌ای (Mayrimunia tristissima) - گینه نو
- رنگینک خال‌سفید (Mayrimunia cinereovinacea) - گینه نو